# Omloop Het Nieuwsblad
O Omloop Het Nieuwsblad (antigamente Omloop van Vlaanderen e Omloop Het Volk) é uma corrida de um dia profissional de ciclismo de estrada que se disputa na região da Flandres, na Bélgica. Tradicionalmente celebra-se no último sábado de fevereiro, um dia antes que a Kuurne-Bruxelas-Kuurne, e pertence ao calendário UCI WorldTour, máxima categoria das corridas profissionais.
Disputou-se pela primeira vez em 1945 como preparação para o Volta à Flandres. Desde então, celebrou-se anualmente exceto em 1960, 1986 e 2004 devido ao mau tempo.
O Omloop inicia a temporada de corridas europeias no calendário UCI WorldTour e conforma, junto à Kuurne-Bruxelas-Kuurne, o 'fim de semana inaugural' da temporada de clássicas de pavé belga. Também inaugura a temporada de clássicas de pavé no calendário UCI WorldTour.
Com três triunfos, são três os ciclistas que possuem o recorde de vitórias na prova: Ernest Sterckx (1952, 1953 e 1956), Joseph Bruyère (1974, 1975, e 1980) e Peter Van Petegem (1997, 1998 e 2002).
Está organizado por Flanders Classics e desde 1950 e 2006 a corrida conta com uma versão sub-23 e feminina.

## História
O Omloop criou-se em 1945 pelo diário desportivo Het Volk como preparação para De Ronde. Nesse mesmo ano o Sporting Clube Kuurne também fundou a Kuurne-Bruxelas-Kuurne, que inicialmente se levou a cabo em junho mas em 1949 mudou-se ao mesmo fim de semana que o Omloop para criar ainda mais aliciante à etapa prévia ao Volta à Flandres.
Inicialmente a clássica chamou-se Omloop van Vlaanderen mas a partir de 1947 passou a denominar-se Omloop Het Volk, pelo seu organizador. Em 2008, com a fusão dos diários rivais Het Volk e Het Nieuwsblad a corrida passou a denominar-se Omloop Het Nieuwsblad, nome atual da prova.
Desde a sua primeira edição, a Omloop tem dado começo à temporada de corridas na Bélgica.

## Palmarés (masculino)

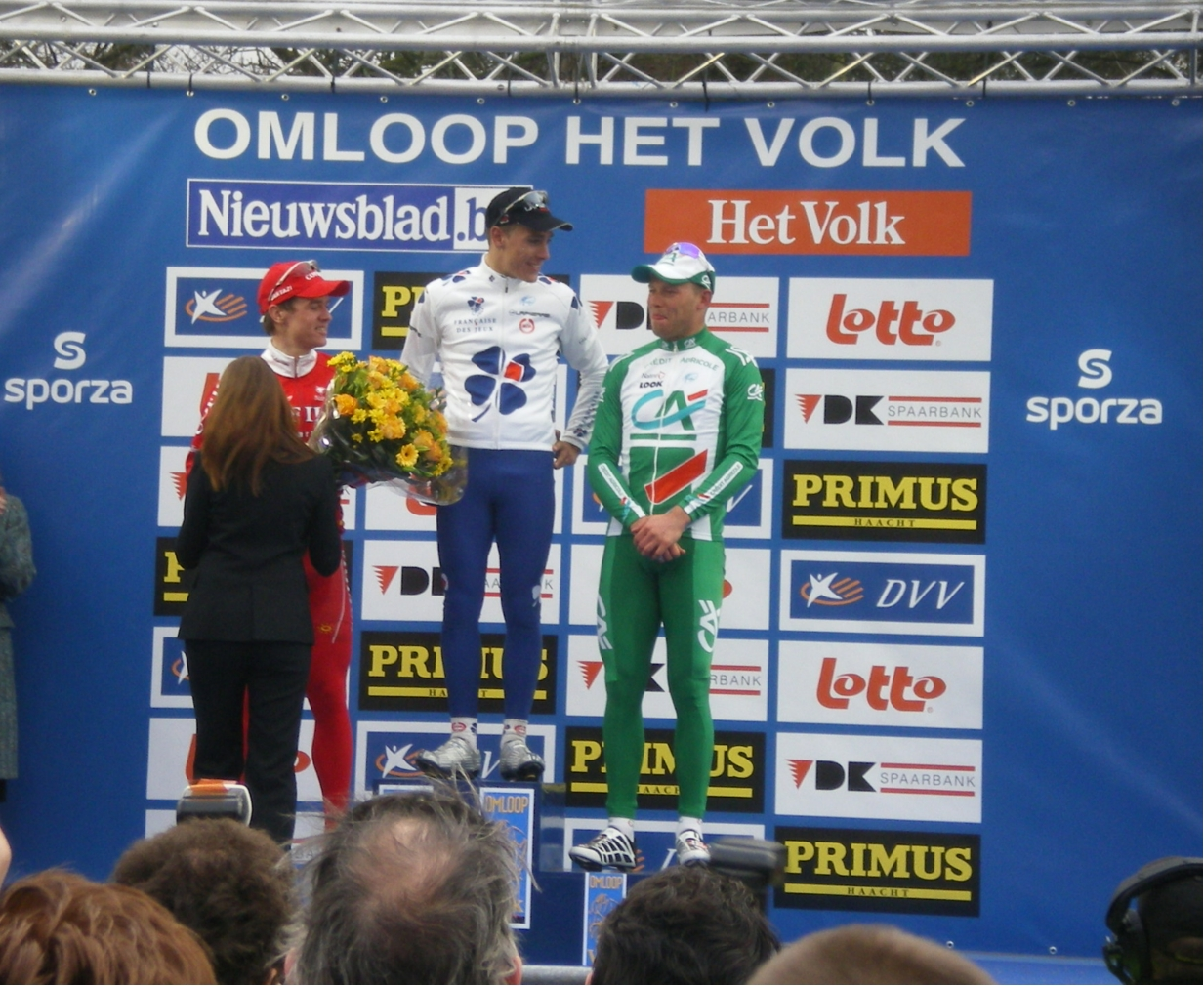
Pódio da edição de 2008

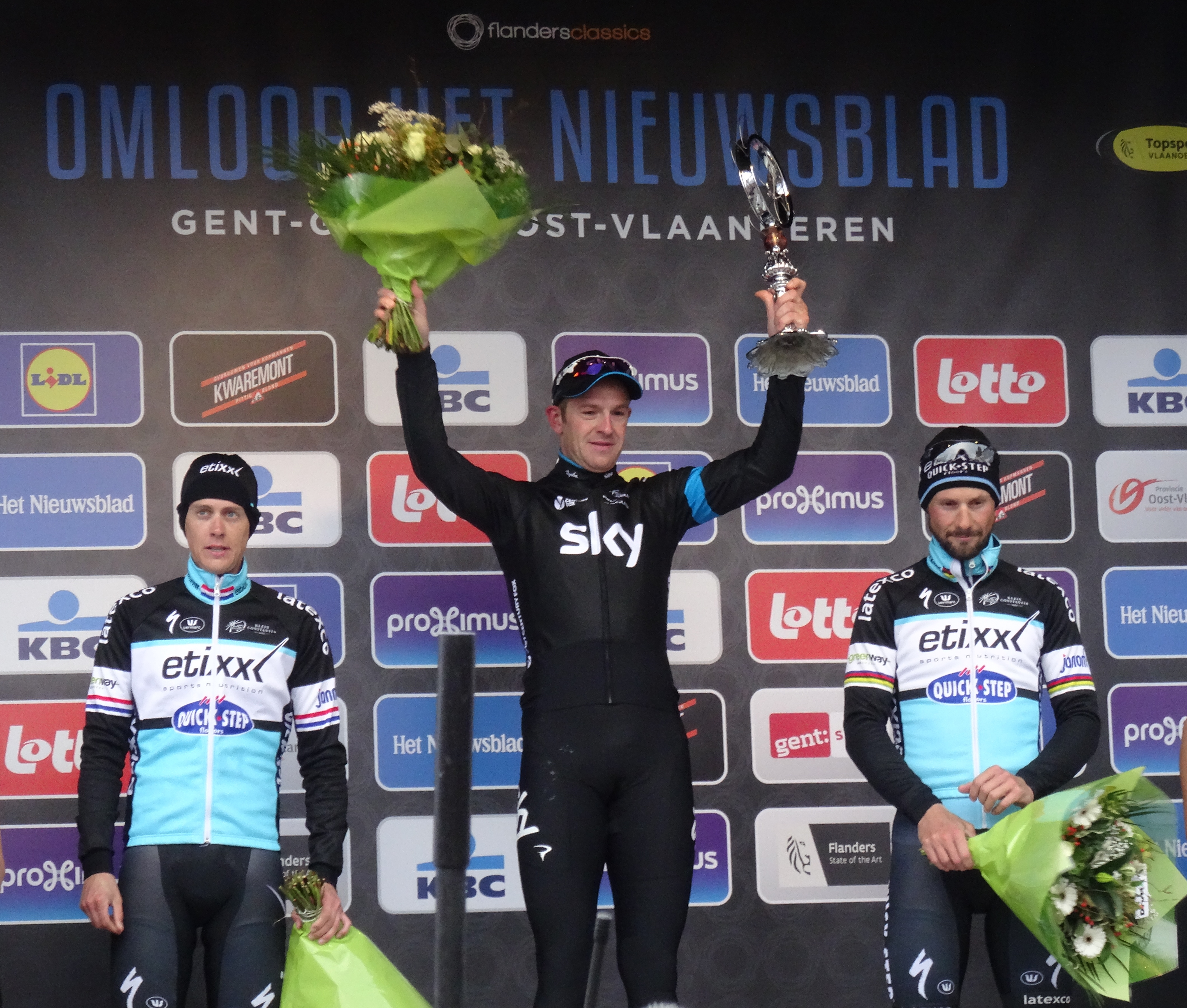
Pódio da edição de 2015

| Ano                                 | Vencedor            | Segundo                 | Terceiro                 |
| ----------------------------------- | ------------------- | ----------------------- | ------------------------ |
| Omloop van Vlaanderen               |                     |                         |                          |
| 1945                                | Jean Bogaerts       | Maurice Desimpelaere    | Robert Van Eenaeme       |
| 1946                                | André Pieters       | Marcel Rijckaert        | Emmanuel Thoma           |
| Omloop Het Volk                     |                     |                         |                          |
| 1947                                | Albert Sercu        | Emiel Faingnaert        | Achiel Buysse            |
| 1948                                | Sylvain Grysolle    | Fausto Coppi            | Marcel Hendrickx         |
| 1949                                | André Declerck      | Frans Leenen            | Maurice Mollin           |
| 1950                                | André Declerck      | Maurice Meersman        | Albéric Schotte          |
| 1951                                | Jean Bogaerts       | Lionel Van Brabant      | Raymond Impanis          |
| 1952                                | Ernest Sterckx      | Raymond Impanis         | André Declerck           |
| 1953                                | Ernest Sterckx      | Maurice Mollin          | Marcel Rijckaert         |
| 1954                                | Karel De Baere      | Roger De Corte          | Jan De Valck             |
| 1955                                | Lode Anthonis       | André Rosseel           | André Vlaeyen            |
| 1956                                | Ernest Sterckx      | Albéric Schotte         | Leopold Schaeken         |
| 1957                                | Norbert Kerckhove   | Pino Cerami             | Leon Vandaele            |
| 1958                                | Jef Planckaert      | Rik Van Looy            | Roger De Corte           |
| 1959                                | Seamus Elliott      | Fred De Bruyne          | Théo Dingens             |
| 1960 Não se disputou pelo mau tempo |                     |                         |                          |
| 1961                                | Arthur Decabooter   | Frans Schoubben         | Georges Decraeye         |
| 1962                                | Robert De Middeleir | Jean-Baptiste Claes     | Roger De Coninck         |
| 1963                                | René Van Meenen     | Ludo Janssens           | Jean-Baptiste Claes      |
| 1964                                | Frans Melckenbeeck  | Arthur Decabooter       | Yvo Molenaers            |
| 1965                                | Noël De Pauw        | Marcel Vanden Bogaert   | Jos van der Vleuten      |
| 1966                                | Jo de Roo           | Walter Godefroot        | Eddy Merckx              |
| 1967                                | Willy Vekemans      | Joseph Spruyt           | Edward Sels              |
| 1968                                | Herman Van Springel | Rolf Wolfshohl          | Bernard Van De Kerckhove |
| 1969                                | Roger De Vlaeminck  | Daniel Van Ryckeghem    | Valere Van Sweevelt      |
| 1970                                | Frans Verbeeck      | Roger Rosiers           | André Dierickx           |
| 1971                                | Eddy Merckx         | Roger Rosiers           | Noël Vantyghem           |
| 1972                                | Frans Verbeeck      | André Dierickx          | Eddy Merckx              |
| 1973                                | Eddy Merckx         | Roger De Vlaeminck      | Albert Van Vlierberghe   |
| 1974                                | Joseph Bruyère      | Patrick Sercu           | Rik Van Linden           |
| 1975                                | Joseph Bruyère      | Patrick Sercu           | José De Cauwer           |
| 1976                                | Willem Peeters      | Hennie Kuiper           | Patrick Sercu            |
| 1977                                | Freddy Maertens     | Jan Raas                | Ludo Peeters             |
| 1978                                | Freddy Maertens     | Fons van Katwijk        | Jan Raas                 |
| 1979                                | Roger De Vlaeminck  | Jan Raas                | Frank Hoste              |
| 1980                                | Joseph Bruyère      | Walter Planckaert       | Sean Kelly               |
| 1981                                | Jan Raas            | Gilbert Duclos-Lassalle | Jean-Luc Vandenbroucke   |
| 1982                                | Alfons De Wolf      | Graham Jones            | Sean Kelly               |
| 1983                                | Alfons De Wolf      | Jan Raas                | Luc Colijn               |
| 1984                                | Eddy Planckaert     | Jean-Luc Vandenbroucke  | Ludo Peeters             |
| 1985                                | Eddy Planckaert     | Jacques Hanegraaf       | Jozef Lieckens           |
| 1986 Não se disputou pelo mau tempo |                     |                         |                          |
| 1987                                | Teun van Vliet      | Steven Rooks            | Jan Goessens             |
| 1988                                | Ronny Van Holen     | Johan Lammerts          | John Talen               |
| 1989                                | Etienne De Wilde    | Sean Kelly              | Remig Stumpf             |
| 1990                                | Johan Capiot        | Edwig Van Hooydonck     | Etienne De Wilde         |
| 1991                                | Andreas Kappes      | Carlo Bomans            | Edwig Van Hooydonck      |
| 1992                                | Johan Capiot        | Peter Pieters           | Eric Vanderaerden        |
| 1993                                | Wilfried Nelissen   | Olaf Ludwig             | Eric Vanderaerden        |
| 1994                                | Wilfried Nelissen   | Frédéric Moncassin      | Andreas Kappes           |
| 1995                                | Franco Ballerini    | Edwig Van Hooydonck     | Andrei Tchmil            |
| 1996                                | Tom Steels          | Hendrik Redant          | Olaf Ludwig              |
| 1997                                | Peter Van Petegem   | Tom Steels              | Johan Capiot             |
| 1998                                | Peter Van Petegem   | Gianluca Bortolami      | Andrei Tchmil            |
| 1999                                | Frank Vandenbroucke | Wilfried Peeters        | Tom Steels               |
| 2000                                | Johan Museeuw       | Steffen Wesemann        | Servais Knaven           |
| 2001                                | Michele Bartoli     | Hendrik Van Dijck       | Matthé Pronk             |
| 2002                                | Peter Van Petegem   | Frank Høj               | Michel Vanhaecke         |
| 2003                                | Johan Museeuw       | Max van Heeswijk        | Paolo Bettini            |
| 2004 Não se disputou pelo mau tempo |                     |                         |                          |
| 2005                                | Nick Nuyens         | Tom Boonen              | Steven de Jongh          |
| 2006                                | Philippe Gilbert    | Bert De Waele           | Léon van Bon             |
| 2007                                | Filippo Pozzato     | Juan Antonio Flecha     | Tom Boonen               |
| 2008                                | Philippe Gilbert    | Nick Nuyens             | Thor Hushovd             |
| Omloop Het Nieuwsblad               |                     |                         |                          |
| 2009                                | Thor Hushovd        | Kevyn Ista              | Juan Antonio Flecha      |
| 2010                                | Juan Antonio Flecha | Heinrich Haussler       | Tyler Farrar             |
| 2011                                | Sebastian Langeveld | Juan Antonio Flecha     | Mathew Hayman            |
| 2012                                | Sep Vanmarcke       | Tom Boonen              | Juan Antonio Flecha      |
| 2013                                | Luca Paolini        | Stijn Vandenbergh       | Sven Vandousselaere      |
| 2014                                | Ian Stannard        | Greg Van Avermaet       | Edvald Boasson Hagen     |
| 2015                                | Ian Stannard        | Niki Terpstra           | Tom Boonen               |
| 2016                                | Greg Van Avermaet   | Peter Sagan             | Tiesj Benoot             |
| 2017                                | Greg Van Avermaet   | Peter Sagan             | Sep Vanmarcke            |
| 2018                                | Michael Valgren     | Łukasz Wiśniowski       | Sep Vanmarcke            |
| 2019                                | Zdeněk Štybar       | Greg Van Avermaet       | Tim Wellens              |
| 2020                                | Jasper Stuyven      | Yves Lampaert           | Søren Kragh Andersen     |
| 2021                                | Davide Ballerini    | Jake Stewart            | Sep Vanmarcke            |
| 2022                                | Wout van Aert       | Sonny Colbrelli         | Greg Van Avermaet        |
| 2023                                | Dylan van Baarle    | Arnaud De Lie           | Christophe Laporte       |
| 2024                                | Jan Tratnik         | Nils Politt             | Wout van Aert            |
| 2025                                | Søren Wærenskjold   | Paul Magnier            | Jasper Philipsen         |

## Estatísticas

### Mais vitórias
| Ciclista           | Vitórias | Anos              |
| ------------------ | -------- | ----------------- |
| Ernest Sterckx     | 3        | 1952, 1953 e 1956 |
| Joseph Bruyère     | 3        | 1974, 1975 e 1980 |
| Peter van Petegem  | 3        | 1997, 1998 e 2002 |
| André Declerck     | 2        | 1949 e 1950       |
| Frans Verbeeck     | 2        | 1970 e 1972       |
| Eddy Merckx        | 2        | 1971 e 1973       |
| Freddy Maertens    | 2        | 1977 e 1978       |
| Roger De Vlaeminck | 2        | 1969 e 1979       |
| Alfons De Wolf     | 2        | 1982 e 1983       |
| Eddy Planckaert    | 2        | 1984 e 1985       |
| Johan Capiot       | 2        | 1990 e 1992       |
| Wilfried Nelissen  | 2        | 1993 e 1994       |
| Johan Museeuw      | 2        | 2000 e 2003       |
| Philippe Gilbert   | 2        | 2006 e 2008       |
| Ian Stannard       | 2        | 2014 e 2015       |
| Greg Van Avermaet  | 2        | 2016 e 2017       |

### Vitórias consecutivas
- Duas vitórias seguidas:
  -  André Declerck (1949, 1950)
  -  Ernest Sterckx (1952, 1953)
  -  Joseph Bruyère (1974, 1975)
  -  Freddy Maertens (1977, 1978)
  -  Alfons De Wolf (1982, 1983)
  -  Eddy Planckaert (1984, 1985)
  -  Wilfried Nelissen (1993, 1994)
  -  Peter van Petegem (1997, 1998)
  -  Ian Stannard (2014, 2015)
  -  Greg Van Avermaet (2016, 2017)

Em negrito corredores ativos.

## Palmarés por países
Actualizado após edição de 2024
| País          | Vitórias | Último vencedor             |
| ------------- | -------- | --------------------------- |
| Bélgica       | 58       | Wout van Aert em 2022       |
| Itália        | 5        | Davide Ballerini em 2021    |
| Países Baixos | 5        | Dylan van Baarle em 2023    |
| Reino Unido   | 2        | Ian Stannard em 2015        |
| Noruega       | 2        | Søren Wærenskjold em 2025   |
| Irlanda       | 1        | Seamus Elliott em 1959      |
| Alemanha      | 1        | Andreas Kappes em 1991      |
| Espanha       | 1        | Juan Antonio Flecha em 2010 |
| Dinamarca     | 1        | Michael Valgren em 2018     |
| Chéquia       | 1        | Zdeněk Štybar em 2019       |
| Eslovênia     | 1        | Jan Tratnik em 2024         |

## Omloop Het Nieuwsblad sub-23
A prova para sub-23 criou-se em 1950 e pertence ao UCI Europe Tour desde 2010 na categoria 1.2 (última categoria do profissionalismo em corridas de um dia).